# Trox cribrum
Trox cribrum är en skalbaggsart som beskrevs av Giuseppe Gené 1836. Trox cribrum ingår i släktet Trox och familjen knotbaggar. Inga underarter finns listade i Catalogue of Life.